# یوجین بوزا
یوجین بوزا (انگلیسی: Eugène Bozza; ۴ آوریل ۱۹۰۵ – ۲۸ سپتامبر ۱۹۹۱) رهبر (موسیقی)، آهنگساز، و طراح رقص اهل فرانسه بود. وی بین سال‌های ۱۹۲۰ تا ۱۹۹۱ میلادی فعالیت می‌کرد.
وی همچنین برندهٔ جوایزی همچون جایزه بزرگ رم شده‌است.